# Пашковский, Алексей Антонович
Алексей Антонович Пашковский (1909—1973) — советский японист, доктор филологических наук, профессор, генерал-майор Советской армии, заместитель начальника Военного института иностранных языков в 1963—1971 годах.

## Биография
Алексей Антонович Пашковский родился 12 октября 1909 года в Москве. В 1926 году он окончил среднюю школу, после чего работал учеником слесаря, слесарем на московском заводе № 34. В 1935 году Пашковский окончил особый сектор Института востоковедения и был призван на службу в Рабоче-Крестьянскую Красную армию. Служил преподавателем в военных вузах СССР — Военной академии имени М. В. Фрунзе и Высшей школе Рабоче-Крестьянской Красной армии. С 1943 года служил в Военном институте иностранных языков, занимал должности старшего преподавателя, заместителя начальника кафедры, помощника начальника института. 2 сентября 1945 года в качестве военного переводчика входил в советскую делегацию, подписывавшую Акт о безоговорочной капитуляции Японии. В 1963—1971 годах Пашковский был заместителем начальника Военного института иностранных языков по учебной и научной работе. В 1971 году в звании генерал-майора он вышел в отставку, но продолжал преподавать на кафедре японской филологии.
Пашковский является автором многих научных работ, словарей, учебников в области теории и практики военных переводов, теории японского языка. В 1954 году стал доктором филологических наук и профессором кафедры японского языка Военного института иностранных языков. Преподавательскую и научную деятельность совмещал с работой в периодических печатных изданиях, входил в редакционную коллегию журнала «Советское востоковедение», был ответственным редактором сборников научных статей, трудов института, входил в Экспертную комиссию Высшей аттестационной комиссии. Среди наиболее известных работ Пашковского — «Военный японско-русский словарь» (совместно с А. М. Рожецкиным, 1955), «Грамматика японского литературного языка» (1941), «Материалы по военному переводу с японского языка» (1945).
Умер в 1973 году, похоронен на Введенском кладбище (29 уч.).
Был награждён орденами Красного Знамени, Красной Звезды и «Знак Почёта», а также рядом медалей.